# جورج إف. لورينغ
جورج إف. لورينغ (بالإنجليزية: George F. Loring)‏ هو مهندس معماري أمريكي، ولد في 1851، وتوفي في 1 فبراير 1918.